# 加賀恭一郎系列
「加賀恭一郎系列」（有時被稱為「加賀系列」）指的是日本推理作家東野圭吾的小說中，由加賀恭一郎為主人公的系列作品的總稱。

## 概要
加賀恭一郎首次出現於1986年東野出道的第二本作品《畢業 雪月花殺人遊戲》。在該作裡他仍然是國立T大學在讀的大學生，在學校裡被捲入的連續殺人事件中充當偵探角色。在1989年的《沉睡的森林》裡因為「作者的少許惡作劇心態」，加賀以警視廳搜查一課的警察身分出場。90年代中期後在《惡意》、《誰殺了她》、《我殺了他》、《再一個謊言》等作品中均有出場。
然後在2006年開始連載的《紅色手指》裡，加賀以良知拷問迷失了親情的一家人，同時也披露了自己與父親的往事；2004年開始連載，2009年出版的《新參者》中，剛調配至日本橋人形町的加賀為查案而來回奔走。

## 登場人物

### 主人公
加賀 恭一郎（Kaga Kyouichirou）
自我介紹時會稱自己姓「加賀百萬石」的加賀。身材高大，五官深邃，口齒清晰，劍道造詣極高，在學生時代即得過全國性冠軍。在成為刑警後，劍道上已罕逢敵手，但不喜歡別人的不虞之譽。
初登場時是大學生，為二十一至二十二歲，畢業之後曾當過兩年教師，但因試著調停學生之間的欺凌事件卻適得其反，故認為自己沒有資格做教師而辭職，也認識到人心之不可理喻原本因與當警察的父親有隔閡而不願入警界，末了卻還是跟父親一樣成為警官，先任職警視廳搜查一課，之後在練馬署搜查一系擔任巡查部長。之後調配到久松署，再轉日本橋署，升警部補。
身形高大健碩。因為五官深邃的關係，逆光看的話會好像有黑眼圈和尖下巴。因不吸菸所以牙齒很白，笑容很爽朗。周遭的人對加賀的印象是：外表不錯、很受歡迎的樣子，在《新參者》中頭髮稍微長了一點。
興趣是茶道和欣賞古典芭蕾。也是美國暢銷書作家克萊頓的書迷。在國立T大學中是劍道部的部長，劍道六段，曾贏得全日本選手權優勝。加賀雖然心地善良，又有領導和協調才能，成為警官後卻經常單獨行動。雖不善辯亦不沉默寡言，雖感情豐富亦有沉著冷靜的一面，以他鉅細無遺的洞察目光快速將案件看穿。認為只要是在案件中内心受傷的人都是受害者，對於加害者也能表示理解，非常有人情味。出身於社會學部的文科生的他，對工學、化學和電腦科學也很熟悉。但性格也有奇怪一面，在《新參者》裡曾數次詢問與案件無關的問題，被町內一部分人當作是怪人。
感情方面，在《畢業 雪月花殺人遊戲》裡曾向一同渡過高中和大學時代的相原沙都子求婚，但兩人對畢業後有各自不同的計畫展望，因而沒有進一步交往。但在《沉睡的森林》裡，有記述他每年會從海外收到1、2次由「大學時代的戀人」沙都子寄來的信件，恭一郎認為那是「來自過去的信」。接著和新進芭蕾舞蹈員淺岡未緒相戀，之後並未交代兩人進展，但在《新參者》裡某件事件的審判中，有記述他作為辯方的證人出庭，因此事他也被調離了轄區。如今獨身，在《紅色手指》中是30多歲。
家人方面，母親在他幼時離家出走，恭一郎似乎認為原因是因為父親不顧家的緣故，因此和父親關係不怎麼好，後來在《當祈禱落幕時》中得知真正原因是母親患了嚴重抑鬱症。在《沉睡的森林》裡不時以電話和父親通話，也有跟他提過未緒的事。

### 家族成員
加賀 隆正（Kaga Takamasa）
恭一郎的父親，已故。曾是警察，辭職後擔任保安公司的顧問。在《畢業：雪月花殺人遊戲》裡，曾向恭一郎提供案件建議。在《沉睡的森林》裡，在電話中談過恭一郎的婚事和自己身邊發生的小事。但恭一郎在母親百合子出事之後就開始疏遠父親。

在《紅色手指》中因患肝癌和膽囊癌而入院，後來安詳地離世。
田島 百合子（Tajima Yuriko）
恭一郎的母親，已故。年輕時曾在俱樂部酒店上班，與隆正在辦案中相識，隨後結婚。在恭一郎12歲那年，突然離家出走，從此沒有再見過隆正和恭一郎。直到《當祈禱落幕時》，恭一郎才真正了解母親當年離開的原因。
松宮 脩平（Matsumiya Shuuhei）
恭一郎的表弟，警視廳搜查一課的警官。自父親死後就對舅父，也就是的恭一郎的父親加賀隆正如親生父親般尊敬，因為隆正在松宮父親死後，對他們多加照顧。成為警官的原因也是因為尊敬的隆正曾當過警察。非常不滿一次也沒來探望隆正的恭一郎。
稱恭一郎為「恭哥」，但恭一郎讓他在工作中稱自己為「加賀」。
在隆正死後，了解到恭一郎和隆正背後的故事。

### 其他
金森 登紀子（Kanemori Tokiko）
在《紅色手指》中初登場。負責照看恭一郎的父親隆正的漂亮圓臉單身護士。經恭一郎請託，以恭一郎的棋步和隆正下將棋。在隆正過世後也一直和恭一郎以郵件通信，在《麒麟之翼》裡嚴厲地質問恭一郎的父子相處並熱心主導隆正的忌辰相關事宜，令恭一郎難以招架。在《當祈禱落幕時》中，和攝影記者的弟弟一起協助恭一郎進行蒐證。在弟弟的撮合下對恭一郎欲迎還拒，但恭一郎似乎並不排斥。
金森 佑輔（Kanemori Yusuke）
金森登紀子的弟弟，知名出版社的專屬攝影師，在《當祈禱落幕時》中初登場，為恭一郎提供了關鍵照片。並半開玩笑的撮合自己姊姊與恭一郎。

### 其他警察
佐山
於《畢業：雪月花殺人遊戲》登場。案件的搜查官。
太田
於《沉睡的森林》登場。隸屬警視廳搜查一課。
小林
於《沉睡的森林》登場。所轄警署（風間利之殺害事件）的捜査主任。
富井
於《沉睡的森林》登場。隸屬警視廳搜查一課，加賀的上司 。
内村、菅原
於《沉睡的森林》登場。澀谷署的警察。
山邊
於《誰殺了她》登場。練馬署的警察。
本間
於《誰殺了她》登場。豐橋警署的警察，和泉康正的上司。
田坂
於《誰殺了她》登場。和泉康正的同僚、警察學校的同期。
坂口
於《誰殺了她》登場。和泉康正的同僚。
迫田・牧村
於《惡意》登場。隸屬警視廳搜查一課。
渡邊、木村、土井、中川、山崎、菅原
於《我殺了他》登場。隸屬警視廳搜查一課。
村越
於《再一個謊言》登場。案件的搜查官。
坂上
於《紅色手指》、《麒麟之翼》、《當祈禱落幕時》登場。隸屬警視廳搜查一課，松宮脩平的前輩，案件的搜查官。
小林・石垣
於《紅色手指》、《麒麟之翼》、《當祈禱落幕時》登場。隸屬警視廳搜查一課，松宮脩平的上司，案件的搜查官。
牧村
於《紅色手指》登場。隸屬練馬警察署，案件的搜查官。
上杉 博史
於《新參者》登場。隸屬日本橋署，加賀的上司。

## 系列作品

### 畢業：雪月花殺人遊戲
- 單行本：1986年5月20日 講談社 ISBN 4062027283
- 文庫本：1989年5月15日 講談社文庫 ISBN 4061844407（解説：權田萬治）
- 繁體中文版：2009年10月1日 獨步文化 ISBN 9789866562334
- 简體中文版：2012年7月1日 南海出版公司 ISBN 9787544258937

加賀恭一郎第一次登場的作品。這時他仍然在國立T大學就讀，憑藉他聰穎的頭腦將案件曝光。

### 沉睡的森林
- 單行本：1989年5月8日 講談社 ISBN 4061939769
- 文庫本：1992年4月15日 講談社文庫 ISBN 4061851306（解説：山前讓）
- 繁體中文版：2010年8月1日 獨步文化 ISBN 9789866562600
- 简體中文版：2012年9月25日 南海出版公司 ISBN 9787544256988

加賀在此案件中對芭蕾舞團的一位女舞者一往情深，但舞團全體成員都有嫌疑。

### 誰殺了她
- 單行本：1996年6月5日 講談社 ISBN 406181687X
- 文庫本：1999年5月15日 講談社文庫 ISBN 4062645750（解説：西上心太）
- 繁體中文版：2012年9月1日 獨步文化 ISBN 9789866043284
- 简體中文版：2012年9月25日 南海出版公司 ISBN 9787544256995

恭一郎在此事件中阻止為妹妹復仇的哥哥。嫌疑人有兩個，是男的還是女的？

### 惡意
- 單行本：1996年9月20日 講談社 ISBN 4575232645
- 文庫本：2001年1月15日 講談社文庫 ISBN 4062730170（解説：桐野夏生）
- 繁體中文版：2009年10月1日 獨步文化 ISBN 7544244423
- 簡體中文版：2009年6月1日 南海出版公司 ISBN 9787544244428

本小說以回憶手法，由野野口和加賀的筆記形式來創作。帶著「為什麼要犯案」的疑問，重點放在動機上面。

### 我殺了他
- 單行本：1999年2月5日 講談社 ISBN 406182046X
- 文庫本：2002年3月15日 講談社文庫 ISBN 4062733854（解説：西上心太）
- 简体中文版：2013年4月1日 南海出版公司 ISBN 9787544264532
- 繁体中文版：2013年6月29日 獨步文化   ISBN 9789866043536

作家穗高誠在和詩人神林美和子的婚禮上被毒殺。嫌疑人有三個：美和子的哥哥、穗高的經理人，以及美和子的編輯。和《誰殺了她》一樣最後也不知道犯人是誰。難度也上升了。

### 再一個謊言
- 單行本：2000年4月10日 講談社 ISBN 4062100487
- 文庫本：2003年2月15日 講談社文庫 ISBN 4062736691
- 简体中文版：2013年4月1日 南海出版公司 ISBN 9787544261678
- 繁体中文版：2014年5月 獨步文化   ISBN 9789866043819

加賀系列首個短篇集。全篇圍繞著「謊言」來展開，以恭一郎之外的人物視點來敘述故事。
| 標題       | 原題 | 首刊                     | 備註 |
| ---------- | ---- | ------------------------ | --- |
| 再一個謊言 |      | 「IN★POCKET」1999年5月號 | 恭一郎就《沉睡的森林》發表令人聯想的發言。                                                              |
| 冰冷的灼熱 |      | 「小説現代」1996年10月號 | 作為「多摩南署敲打刑警近松丙吉系列」的第一作而電視劇化。 電視劇標題：冰冷的灼熱～白昼主婦殺人事件！～   |
| 第二的希望 |      | 「小説現代」1997年6月號  | |
| 瘋狂的計算 |      | 「小説現代」1997年10月號 | 作為「多摩南署敲打刑警近松丙吉系列」的第二作而電視劇化。 電視劇標題：瘋狂的計算～灼熱的New Town殺人事件 |
| 朋友的指導 |      | 「小説現代」1999年7月號  | 恭一郎的朋友登場。                                                                                      |

### 紅色手指
- 單行本：2006年7月25日 講談社 ISBN 4062135264
- 文庫本：2009年8月12日 講談社文庫 ISBN 9784062764445
- 繁體中文版：2011年3月3日 獨步文化 ISBN 9789866562839
- 簡體中文版：2011年11月1日 南海出版公司 ISBN 7544255891

小女孩的遺體在住宅區被發現。在調查過程中被注意到的平凡家庭。加賀將要挑戰「究竟是怎麼的噩夢讓這家人失常」的疑問。

### 新參者
- 單行本：2009年9月18日 講談社 ISBN 4062157713
- 繁體中文版：2011年3月3日 獨步文化 ISBN 9789866562945
- 簡體中文版：2011年11月1日 南海出版公司 ISBN 9787544255264

40多歲的獨身女性在公寓內被絞殺。加賀為追尋案件真相，在日本橋人形町來回奔走。在解開九個謎題後，最終令案件真相大白。
| 標題           | 原體 | 首刊                     | 簡介                                               |
| -------------- | ---- | ------------------------ | -------------------------------------------------- |
| 煎餅店的女兒   |      | 「小説現代」2004年8月號  | 保險公司的男人來到了奶奶家裡                       |
| 料理店的學徒   |      | 「小説現代」2005年6月號  | 受料亭的主人之命來買人形燒的小師傅                 |
| 瓷器店的媳婦   |      | 「小説現代」2005年10月號 | 關係惡劣的婆媳二人，夾在中間的兒子                 |
| 鐘表店的狗     |      | 「小説現代」2008年1月號  | 男人和遛狗中途被殺的女性見面                       |
| 蛋糕店的店員   |      | 「小説現代」2008年8月號  | 被害者一直很快樂地來買西餅                         |
| 翻譯家的朋友   |      | 「小説現代」2009年2月號  | 如果自己早點去的話她就不會被殺，如此一直自責的友人 |
| 清潔公司的社長 |      | 「小説現代」2009年5月號  | 因自己的秘書是年輕女孩而受到誤會的清潔公司社長     |
| 工藝品店的客人 |      | 「小説現代」2009年6月號  | 被孫子找到了陀螺的男人                             |
| 日本橋的刑警   |      | 「小説現代」2009年7月號  | 最終將案件解決的刑警                               |

### 麒麟之翼
- 單行本：2011年3月3日 講談社 ISBN 4062168065
- 繁體中文版：2012年11月1日 獨步文化 ISBN 9789866043345
- 简体中文版：2013年8月 南海出版公司 ISBN 9787544266161
- 简体中文版：2015年7月 南海出版公司 ISBN 9787544277716

某天夜裡，巡警聽到異響，接著發現一具被刺殺死亡的男人屍體。加賀對這件在日本橋發生的案件展開追查。

### 當祈禱落幕時
- 單行本：2013年9月13日 講談社 ISBN 4062185369
- 簡體中文版：2015年1月1日 南海出版公司 ISBN 9787544274692
- 繁體中文版：2015年8月1日 獨步文化 ISBN 9789865651312

在小菅的公寓里發現了一具並非住客的四十來歲女性的遺體。浮現於搜查線上的是被害者摯友的女性演出家。此案也和加賀過世的母親有關……

## 影視化
日剧《新参者》中，阿部宽扮演主角加贺恭一郎。

## 外部連結
- 東野圭吾・加賀恭一郎シリーズ特集サイト